# Eleocharis penchaoi
Eleocharis penchaoi är en halvgräsart som beskrevs av Y.D.Chen. Eleocharis penchaoi ingår i släktet småsäv, och familjen halvgräs. Inga underarter finns listade i Catalogue of Life.